# 华弱
华弱（?—?），子姓，华氏，名弱，是华耦的儿子，华椒的孙子，宋国大夫。
华弱和乐辔小时候亲密，长大了好开玩笑甚至诽谤。一次乐辔发怒，在朝上用弓套住华弱的脖子，好像带枷。宋平公说：“在朝廷上司武带弓枷，打仗就难取胜了。”于是把他驱逐。前567年夏，华弱逃亡鲁国。